# Larry Landon
Larry Landon (né le 4 mai 1958 à Niagara Falls, dans la province de l'Ontario au Canada) est un joueur professionnel canadien de hockey sur glace.

## Carrière en club
En 1975, il commence sa carrière avec les Black Hawks de Saint Catharines dans la AHO. Il est choisi au cours du repêchage amateur 1978 dans la Ligue nationale de hockey par les Canadiens de Montréal en 8e ronde, en 137e position. Il passe professionnel avec les Voyageurs de la Nouvelle-Écosse dans la Ligue américaine de hockey en 1980.

## Statistiques
| Saison     | Équipe                          | Ligue      |    | Saison régulière | Saison régulière | Saison régulière | Saison régulière | Saison régulière |   | Séries éliminatoires | Séries éliminatoires | Séries éliminatoires | Séries éliminatoires | Séries éliminatoires |
| Saison     | Équipe                          | Ligue      | PJ | B                | A                | Pts              | Pun              | PJ               | B | A                    | Pts                  | Pun                  |                      |                      |
| 1974-1975  | Canucks de Niagara Falls        | NDJBHL     | 48 | 56               | 56               | 112              | 0                | -                | - | -                    | -                    | -                    |                      |                      |
| 1975-1976  | Black Hawks de Saint Catharines | AHO        | 16 | 1                | 1                | 2                | 2                | -                | - | -                    | -                    | -                    |                      |                      |
| 1976-1977  | Canucks de Niagara Falls        | NDJBHL     | 32 | 20               | 28               | 48               | 0                | -                | - | -                    | -                    | -                    |                      |                      |
| 1977-1978  | Engineers de RPI                | ECAC       | 29 | 13               | 22               | 35               | 14               | -                | - | -                    | -                    | -                    |                      |                      |
| 1978-1979  | Engineers de RPI                | ECAC       | 28 | 18               | 27               | 45               | 28               | -                | - | -                    | -                    | -                    |                      |                      |
| 1979-1980  | Engineers de RPI                | ECAC       | 25 | 13               | 17               | 30               | 8                | -                | - | -                    | -                    | -                    |                      |                      |
| 1980-1981  | Engineers de RPI                | ECAC       | 29 | 20               | 27               | 47               | 18               | -                | - | -                    | -                    | -                    |                      |                      |
| 1980-1981  | Voyageurs de la Nouvelle-Écosse | LAH        | 2  | 0                | 0                | 0                | 0                | 2                | 0 | 0                    | 0                    | 0                    |                      |                      |
| 1981-1982  | Voyageurs de la Nouvelle-Écosse | LAH        | 69 | 11               | 15               | 26               | 31               | 8                | 1 | 0                    | 1                    | 6                    |                      |                      |
| 1982-1983  | Voyageurs de la Nouvelle-Écosse | LAH        | 68 | 18               | 25               | 43               | 43               | 7                | 2 | 0                    | 2                    | 0                    |                      |                      |
| 1983-1984  | Voyageurs de la Nouvelle-Écosse | LAH        | 79 | 26               | 30               | 56               | 21               | 12               | 7 | 2                    | 9                    | 2                    |                      |                      |
| 1983-1984  | Canadiens de Montréal           | LNH        | 2  | 0                | 0                | 0                | 0                | -                | - | -                    | -                    | -                    |                      |                      |
| 1984-1985  | Canadiens de Sherbrooke         | LAH        | 21 | 7                | 9                | 16               | 2                | -                | - | -                    | -                    | -                    |                      |                      |
| 1984-1985  | Saints de Saint Catharines      | LAH        | 44 | 21               | 36               | 57               | 8                | -                | - | -                    | -                    | -                    |                      |                      |
| 1984-1985  | Maple Leafs de Toronto          | LNH        | 7  | 0                | 0                | 0                | 2                | -                | - | -                    | -                    | -                    |                      |                      |
| Totaux LNH | Totaux LNH                      | Totaux LNH | 9  | 0                | 0                | 0                | 2                | -                | - | -                    | -                    | -                    |                      |                      |

## Transactions en Carrières
- Le 14 février 1985, il est échangé aux Maple Leafs de Toronto par les Canadiens de Montréal en retour de Gaston Gingras.